# Саенко, Иван Иванович
Ива́н Ива́нович Сае́нко (род. 17 октября 1983, село Масловка, Воронежская область) — российский футболист, полузащитник. Бронзовый призёр чемпионата Европы 2008 года в составе сборной России.
Заслуженный мастер спорта России (2008).

## Биография
Родом из футбольной семьи. Его первым тренером стал отец — Иван Васильевич Саенко, специализирующийся на женских командах. Брат — Эдуард Саенко — был футбольным тренером и функционером; 29 октября 2019 года был осуждён на 3,5 года тюрьмы за мошенничество на сумму в 600 тысяч долларов. Есть также брат Михаил, его жена Марина — в прошлом также футболистка, известная по играм за воронежскую «Энергию» и женскую сборную России.

## Клубная карьера

### «Карлсруэ»
Саенко с детства тренировался под руководством отца. Однажды «Энергия» поехала на сборы в Германию, там отец отвёз Ивана на просмотр в «Штутгарт», где тот провёл несколько товарищеских игр с третьей командой клуба, однако получил травму паховой мышцы, и контракт с ним подписан не был. После восстановления, Саенко подписал контракт с другим немецким клубом, «Карлсруэ», чей координатор по работе с юниорами, Бергманн, увидел россиянина во время матчей в составе «Штутгарта». Саенко провёл в молодёжном составе «Карлсруэ» 10 игр, в которых забил 9 голов, а его клуб занял второе место в молодёжном первенстве Германии, а также дважды Саенко сыграл в основном составе команды.
В начале 2002 года Саенко вернулся на родину: его брат Эдуард стал президентом воронежского «Факела». Он попросил Ивана помочь команде остаться в первой лиге, в которой Саенко провёл 13 матчей и забил 4 гола. Летом того же года он вернулся в «Карлсруэ», где осенью забил свой первый гол за основной состав, поразив ворота клуба «Майнц 05». В сезоне 2002/2003 Саенко стал твёрдым игроком основы команды, регулярно выходя на поле. По окончании сезона он подписал предварительный договор с «Майнцем», однако клуб позже отказался от трансфера игрока. В том же сезоне Саенко приглашал московский «Спартак», однако отец Ивана не захотел, чтобы сын переезжал играть в Россию. За «Карлсруэ» Саенко выступал до 2005 года, проведя 84 матча и забив 21 гол.

### «Нюрнберг»
16 мая 2005 года Саенко на правах свободного агента перешёл в клуб первой Бундеслиги «Нюрнберг», подписав контракт на 3 года, куда Иван перешёл во многом благодаря главному тренеру команды, Вольфгангу Вольфу, желавшему видеть Саенко у себя в составе на левом фланге нападения.
В 2007 году Саенко высказывался, что ему неинтересно играть в российских клубах:

«Мне неинтересно было бы играть в российском клубе. Да, там сейчас спонсоры, деньги лихие. На среднем уровне зарплаты в России даже выше, чем в Германии. Но здесь куда выше уровень развития футбола. Можно играть на заполненных стадионах, той же „Аллианц Арене“. Я хочу расти дальше. И в этом отношении Европа, конечно, намного лучше России. Для меня очень важна местная атмосфера увлеченности футболом. Здесь ты чувствуешь, что нужен другим, что можешь обрадовать целый город. И это очень приятно».

26 мая 2007 года в Берлине в финале Кубка Германии против чемпиона страны «Штутгарта» отыграл 120 минут и помог «Нюрнбергу» победить в дополнительное время со счётом 3:2. «Нюрнберг» выиграл Кубок Германии впервые за 45 лет.
16 июня 2007 года Саенко вывел «Нюрнберг» на матч Кубка Германии с капитанской повязкой. В том же году Саенко стали вызывать в состав сборной России. По мнению главного тренера «Нюрнберга», Ханса Майера, это привело к тому, что Саенко снизил требования к себе и стал хуже играть и тренироваться. Дошло до того, что клуб отказывал Саенко в возможности выезда в расположение сборной.
В мае 2008 года Саенко объявил, что по окончании сезона покинет «Нюрнберг». После этого им стали интересоваться три российских клуба, «Спартак» Москва и «Москва», казанский «Рубин», киевское «Динамо», а также немецкие «Герта», «Гамбург» и дортмундская «Боруссия».

### «Спартак» (Москва)

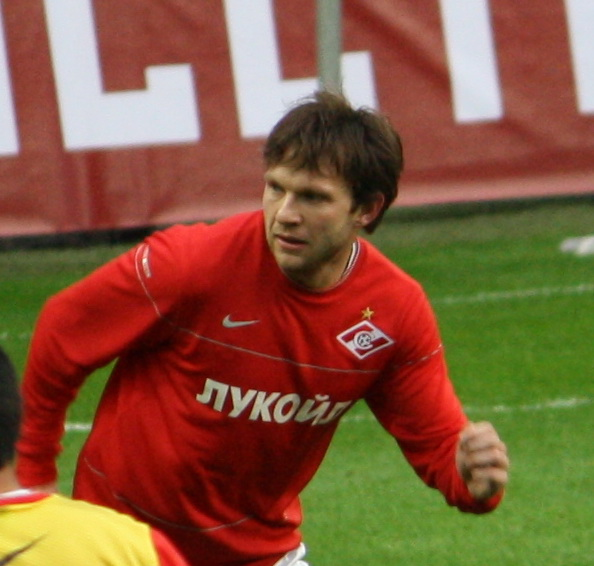
Иван Саенко в 2010 году

9 августа 2008 года Саенко подписал четырёхлетний контракт со «Спартаком». Сумма трансфера составила 3 млн евро. Саенко сообщил, что симпатизировал «Спартаку» с детства и всегда хотел играть в этой команде. Впервые вышел на поле в составе «Спартака» 23 августа в матче против московского «Динамо», заменив на 82-й минуте встречи Владимира Быстрова. Свой первый мяч за клуб забил 28 ноября в игре Кубка УЕФА против загребского «Динамо». Забил первый гол «Спартака» в чемпионате 2009 года в матче против «Зенита». 11 июля 2009 года в матче с «Ростовом» получил травму коленного сустава, из-за которой выбыл из строя на месяц. Во время операции по поводу травмы у Саенко было обнаружено повреждение передней крестообразной связки, из-за которой он досрочно завершил сезон.
В октябре Саенко начал выполнять беговые упражнения. В январе 2010 года полностью восстановился после повреждения. 18 апреля, в игре с «Сатурном», впервые после получения травмы, появился на поле в официальной игре, заменив на 81 минуте Александра Шешукова; игра завершилась вничью 0:0. Эта игра для 26-летнего Саенко оказалась последней в карьере. В августе «Спартак», купивший четырёх новых футболистов, принял решение продать Саенко, клуб даже не включил полузащитника в заявку на матчи Лиги чемпионов; однако на игрока покупателей не нашлось. По некоторым данным, клуб выставил Саенко и его партнёра по команде Мартина Йиранека на трансфер из-за злоупотребления алкоголем во время сбора команды в Эстонии, но Йиранек опроверг эти слухи. После сбора футболист не выходил на поле. 12 января 2011 года руководство клуба расторгло контракт.

## Карьера в сборной
Был капитаном молодёжной сборной России в 2005 году. 11 октября 2006 года в Санкт-Петербурге дебютировал на международной арене, выйдя на замену в матче сборной России против сборной Эстонии. На Евро-2008 был в составе сборной единственным игроком из зарубежного клуба.

## Личная жизнь

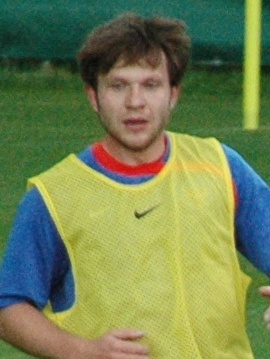
Иван Саенко в сборной России во время Евро 2008

Является глубоко верующим православным христианином, пел в хоре русского храма в Баден-Бадене:

«Главное, без фанатизма. Везде. В тренировочном процессе надо знать, когда сделать паузу. Так же в вере. Это понятно, что все мы грешники. Но у меня есть и мирская жизнь, в которой я пытаюсь чего-то добиться. Иногда могу себе позволить и дискотеку, и веселье. Но везде надо знать меру. И там, и здесь. Когда есть свободное время, съезжу в церковь в купели искупаться. Но я не монах, не отшельник. Везде остаюсь человеком, иначе бы пропал интерес к жизни. Вера помогает в жизни. А спорт — неотъемлемая часть моей жизни. Поэтому здесь всё взаимосвязано. У меня вся семья верующая и спортивная».

Любимое блюдо — сало, любимый город — Москва.

### Жизнь после карьеры игрока
В интервью, которое дал в июле 2011 года бывший одноклубник Саенко Ибсон, он сообщил, что Саенко решил завершить свою футбольную карьеру. В ноябре 2011 сам Саенко сообщил:
«У меня всё нормально. Сейчас ни за один из футбольных клубов не выступаю. Чувствую себя вполне хорошо. За свою карьеру я много где успел поиграть и вполне доволен этим. На самом деле всё, хватит. В ФНЛ я точно не собирался. Не знаю, откуда берутся такие разговоры, такого не было. Чем занимаюсь сейчас? Занимаюсь тем, что трачу честно заработанные деньги».
Весной 2015 года состоялся благотворительный любительский турнир по инициативе Центра здоровой молодёжи, с которым сотрудничал Саенко. Сам игрок выступил на турнире за команду ЦЗМ «Мечта», которая и победила на турнире.
В мае 2016 года нападающий сборной России Александр Кержаков рассказал о роли Ивана Саенко по делу о сумме в размере 329 млн. рублей, пропавшей у Кержакова вследствие мошенничества:
«Суть в том, что меня обманули. Иван Саенко меня познакомил с людьми, которые в итоге меня кинули на деньги. Рассказывали очень много интересного, я поверил. Человек меня знакомит с ними, говорит, что это близкие люди. Тот, кого я знаю несколько лет, мы с ним играли вместе. А потом получается, что эти люди кидают. Я узнал, что он не только меня одного футболиста качнул на неплохие суммы, ещё у меня очень много знакомых футболистов, не буду называть фамилий, но вы их тоже все знаете, кого он кинул на приличные деньги. А сейчас его не могут нигде найти»
Как позже выяснилось, Саенко наравне с Кержаковым стали жертвами мошеннической схемы, в которой участвовали Руслан Лесных, Михаил Сурин и Евгений Ванин. Сурин запросил у Кержакова порядка 100 миллионов рублей для вложения в завод в Панинском районе Воронежской области, который занимался производством углеводородного сырья, и пообещал Кержакову долю от прибыли. Однако Сурин тайно перевёл на свой счёт параллельно 222 млн. рублей и не выплатил ничего Кержакову, аналогично забрав 150 млн. рублей у Саенко. Несмотря на то, что Сурин получил 4 года колонии и обязался возместить ущерб пострадавшим, по состоянию на декабрь 2018 года Кержаков и Саенко не получили ничего. Сам Саенко прокомментировал слова Кержакова так: «Кержаков запустил бумеранг, и тот обязательно к нему вернется».

## Статистика выступлений
| Клуб             | Сезон            | Лига | Лига | Кубки | Кубки | Еврокубки | Еврокубки | Другие | Другие | Итого | Итого |
| Клуб             | Сезон            | Игры | Голы | Игры  | Голы  | Игры      | Голы      | Игры   | Голы   | Игры  | Голы  |
| ---------------- | ---------------- | ---- | ---- | ----- | ----- | --------- | --------- | ------ | ------ | ----- | ----- |
| Карлсруэ         | 2001/02          | 2    | 0    | 0     | 0     | 0         | 0         | 0      | 0      | 2     | 0     |
| Карлсруэ         | Итого            | 2    | 0    | 0     | 0     | 0         | 0         | 0      | 0      | 2     | 0     |
| Факел-Воронеж    | 2002             | 13   | 4    | 0     | 0     | 0         | 0         | 0      | 0      | 13    | 4     |
| Факел-Воронеж    | Итого            | 13   | 4    | 0     | 0     | 0         | 0         | 0      | 0      | 13    | 4     |
| Карлсруэ         | 2002/03          | 29   | 6    | 1     | 0     | 0         | 0         | 0      | 0      | 30    | 6     |
| Карлсруэ         | 2003/04          | 29   | 10   | 2     | 0     | 0         | 0         | 0      | 0      | 31    | 10    |
| Карлсруэ         | 2004/05          | 26   | 5    | 3     | 1     | 0         | 0         | 0      | 0      | 29    | 6     |
| Карлсруэ         | Итого            | 84   | 21   | 6     | 1     | 0         | 0         | 0      | 0      | 90    | 22    |
| Нюрнберг         | 2005/06          | 25   | 8    | 2     | 0     | 0         | 0         | 0      | 0      | 27    | 8     |
| Нюрнберг         | 2006/07          | 32   | 9    | 6     | 1     | 0         | 0         | 0      | 0      | 38    | 10    |
| Нюрнберг         | 2007/08          | 26   | 1    | 2     | 0     | 7         | 2         | 1      | 0      | 36    | 3     |
| Нюрнберг         | Итого            | 83   | 18   | 10    | 1     | 7         | 2         | 1      | 0      | 101   | 21    |
| Спартак          | 2008             | 8    | 0    | 1     | 0     | 6         | 1         | 0      | 0      | 15    | 1     |
| Спартак          | 2009             | 13   | 1    | 1     | 0     | 0         | 0         | 0      | 0      | 14    | 1     |
| Спартак          | 2010             | 10   | 0    | 0     | 0     | 0         | 0         | 0      | 0      | 10    | 0     |
| Спартак          | Итого            | 31   | 1    | 2     | 0     | 6         | 1         | 0      | 0      | 38    | 2     |
| Всего за карьеру | Всего за карьеру | 213  | 44   | 18    | 2     | 13        | 3         | 1      | 0      | 244   | 49    |

(откорректировано по состоянию на 1 августа 2010)

### Матчи за сборную России
| №  | Дата             | Оппонент   | Счёт | Голы Саенко | Соревнование             |
| 1  | 11 октября 2006  | Эстония    | 2:0  | -           | Отборочные матчи ЧЕ-2008 |
| 2  | 7 февраля 2007   | Нидерланды | 1:4  | -           | Товарищеский матч        |
| 3  | 24 марта 2007    | Эстония    | 2:0  | -           | Отборочные матчи ЧЕ-2008 |
| 4  | 6 июня 2007      | Хорватия   | 0:0  | -           | Отборочные матчи ЧЕ-2008 |
| 5  | 22 августа 2007  | Польша     | 2:2  | -           | Товарищеский матч        |
| 6  | 23 мая 2008      | Казахстан  | 6:0  | -           | Товарищеский матч        |
| 7  | 28 мая 2008      | Сербия     | 2:1  | -           | Товарищеский матч        |
| 8  | 14 июня 2008     | Греция     | 1:0  | -           | Финальные матчи ЧЕ-2008  |
| 9  | 18 июня 2008     | Швеция     | 2:0  | -           | Финальные матчи ЧЕ-2008  |
| 10 | 21 июня 2008     | Нидерланды | 3:1  | -           | Финальные матчи ЧЕ-2008  |
| 11 | 26 июня 2008     | Испания    | 0:3  | -           | Финальные матчи ЧЕ-2008  |
| 12 | 10 сентября 2008 | Уэльс      | 2:1  | -           | Отборочные матчи ЧМ-2010 |
| 13 | 15 октября 2008  | Финляндия  | 3:0  | -           | Отборочные матчи ЧМ-2010 |

Итого: 13 матчей / 0 голов; 9 побед, 2 ничьих, 2 поражения.

## Достижения

### Командные
«Нюрнберг»
- Обладатель Кубка Германии: 2006/07

«Спартак» (Москва)
- Серебряный призёр Чемпионата России: 2009

Сборная России
- Бронзовый призёр чемпионата Европы 2008